# Liste der Naturdenkmäler in Bruneck
Die Liste der Naturdenkmäler in Bruneck (italienisch Brunico) enthält die acht als Naturdenkmal ausgewiesenen Objekte auf dem Gebiet der Gemeinde Bruneck in Südtirol.
Basis ist das im Internet einsehbare offizielle Verzeichnis der Naturdenkmäler in Südtirol (Stand: 23. Januar 2015). Dabei kann es sich um botanische, geologische oder hydrologische Naturdenkmäler handeln. Die Reihenfolge in dieser Liste orientiert sich an der ID, alternativ ist sie auch nach dem Namen sortierbar.

## Liste
| Foto |                 | Name                                         | Standort                     | Beschreibung                                                      |
| ---- | --------------- | -------------------------------------------- | ---------------------------- | ----------------------------------------------------------------- |
| ja   | Datei hochladen | Zwei Eichen in Dietenheim ID: 013__G01       | 46° 48′ 17″ N, 11° 56′ 52″ O | Botanisches Naturdenkmal: Zwei Eichen in der Fraktion Dietenheim. |
| BW   | Datei hochladen | Eine Linde in Dietenheim ID: 013__G02        | 46° 48′ 13″ N, 11° 57′ 7″ O  | Botanisches Naturdenkmal: Linde                                   |
| ja   | Datei hochladen | 1 Walnussbaum in Dietenheim ID: 013__G03     | 46° 48′ 15″ N, 11° 56′ 54″ O | Botanisches Naturdenkmal: Walnussbaum                             |
| BW   | Datei hochladen | Zwei Linden in Dietenheim ID: 013__G04       | 46° 48′ 11″ N, 11° 57′ 14″ O | Botanisches Naturdenkmal: Linde                                   |
| BW   | Datei hochladen | Zwei Linden in Dietenheim ID: 013__G05       | 46° 48′ 10″ N, 11° 57′ 15″ O | Botanisches Naturdenkmal: Linde                                   |
| BW   | Datei hochladen | Eine Linde bei den Moar Höfen ID: 013__G06   | 46° 46′ 18″ N, 11° 56′ 12″ O | Botanisches Naturdenkmal: Linde                                   |
| BW   | Datei hochladen | Eine Feuchtfläche bei Walchhorn ID: 013__G07 | 46° 46′ 28″ N, 11° 57′ 55″ O | Hydrologisches Naturdenkmal: Feuchtgebiet                         |
| BW   | Datei hochladen | Eiskeller bei St. Georgen ID: 013__G08       | 46° 49′ 54″ N, 11° 56′ 3″ O  | Geologisches Naturdenkmal: Eisloch                                |

| Foto: | Fotografie des Naturdenkmals. Klicken des Fotos erzeugt eine vergrößerte Ansicht. Daneben finden sich zwei Symbole: |
| ID    | Identifikator bei der Abteilung Natur, Landschaft und Raumentwicklung der Südtiroler Landesverwaltung               |